# Eriococcus glyceriae
Eriococcus glyceriae är en insektsart som beskrevs av Green 1921. Eriococcus glyceriae ingår i släktet Eriococcus och familjen filtsköldlöss. Inga underarter finns listade i Catalogue of Life.